# Ophelion (komédiaköltő)
Ophelion (Kr. e. 3. század) görög komédiaköltő
Életéről semmit sem tudunk, munkái néhány apróbb töredék kivételével elvesztek. A fennmaradt töredékek alapján úgy tűnik, hogy az attikai újkomédia költője lehetett.